# Le Dernier Cri
Pour les articles homonymes, voir Dernier Cri.
Le Dernier Cri est un éditeur underground marseillais de livres sérigraphiés, spécialisé dans l'image graphique, communément nommés graphzines ; fondé à Paris en 1993 par Caroline Sury et Pakito Bolino, le collectif s'installe ensuite à Marseille. Le Dernier Cri propose aussi des films, des périodiques, des expositions, des affiches et divers tirés-à-part de luxe.

## Histoire
En 1993, autour de la librairie-galerie Un Regard Moderne, naît un collectif d'auteurs alternatifs en région parisienne : Caroline Sury, Pakito Bolino, Henriette Valium, Blexbolex... Les artistes auto-éditent un bulletin appelé Le Dernier Cri, qui connaît dix numéros, suivi d'une vingtaine de monographies. Devant l'accueil peu favorable de l'édition parisienne, Sury et Bolino s'établissent en 1995 à Marseille et y fondent l'association Le Dernier Cri, qui s'intègre à La Friche de la Belle de Mai. Ils fondent le label Discotroma, réalisent trois films d'animation et impriment le périodique Hôpital brut où figurent des graphistes underground, tout en participant à des expositions. En juillet 2001, le collectif rassemble une quarantaine d'artistes. Le collectif, qui produit des œuvres sérigraphiées, emprunte des références au graphzine punk, l'expressionnisme allemand et à l'art brut.
Au fil des ans, les travaux du Dernier Cri sont exposés en France et à l'étranger. Dans les expositions, le Dernier Cri devient connu « pour ses propositions parfois sexuellement explicites ou empreinte de revendications dérangeantes pour un public peu averti ». 

## Expositions notables

### Années 2000
En 2000 a lieu une double exposition à Bordeaux, où figurent les travaux « plutôt gore, crades, sado, délicieusement pervers et outranciers, installés dans la marge de la marge du milieu artistique » du Dernier Cri selon le journal Sud Ouest. En 2003, le Dernier Cri produit une exposition « aux confins de la bande dessinée, de l'art brut, de l'art cru, de l'art singulier, du graphisme » où figurent des œuvres des fondateurs, d'Henriette Valium, de Kêiti Ota et Fredox. En 2004, les artistes investissent Poitiers. 

### Années 2010
En 2011 a lieu Livres et posters sérigrafikes à Marseille.
En 2019 à Pau, la Chapelle de la Persévérance tient une exposition sur les travaux du Dernier Cri avec une sélection tout public ; le fonds artistique du collectif comporte « 100 estampes, 250 affiches, 450 livres et fanzines ». En 2020, le Musée international des arts modestes (MIAM), à Sète, laisse carte blanche à Pakito Bolino pour une exposition rétrospective sur 26 ans d'édition de sérigraphies par l'association Dernier Cri : Mondo Dernier Cri.

### Documentation
- Version intégrale de l'interview de Pakito Bolino à propos de la création du Dernier Cri parue dans Jade magazine, 2001.
- Mondo Dernier Cri, Une Internationale sérigrafike, Le Dernier Cri / Musée International des Art Modestes, 2020, sous la direction de Pakito Bolino, avec un texte de Xavier-Gilles Néret, et la bibliographie exhaustive des publications du Dernier Cri 1993-2020.
- Xavier-Gilles Néret, « Mondo Dernier Cri, Une Internationale sérigrafike », Papiers Nickelés, N° 65, juin 2020 ; et Laurent Perez, « Mondo Dernier Cri, Une Internatinale sérigrafike », ArtPress, N° 485, février 2021.